# ISS-Expedition 52
ISS-Expedition 52 ist die Missionsbezeichnung für die 52. Langzeitbesatzung der Internationalen Raumstation (ISS). Die Mission begann mit dem Abkoppeln des Raumschiffs Sojus MS-03 von der ISS am 2. Juni 2017 und endete mit dem Abkoppeln von Sojus MS-04 am 2. September 2017.

## Mannschaft
Übernommen von ISS-Expedition 51:
- Fjodor Nikolajewitsch Jurtschichin (5. Raumflug), Kommandant (Russland/Roskosmos, Sojus MS-04)
- Jack David Fischer (1. Raumflug), Bordingenieur (USA/NASA, Sojus MS-04)
- Peggy Whitson (3. Raumflug), Bordingenieurin (USA/NASA, Sojus MS-03/Sojus MS-04)

Zusätzlich ab 28. Juli 2017:
- Sergei Nikolajewitsch Rjasanski (2. Raumflug), Bordingenieur (Russland/Roskosmos, Sojus MS-05)
- Randolph Bresnik (2. Raumflug), Bordingenieur (USA/NASA, Sojus MS-05)
- Paolo Nespoli (3. Raumflug), Bordingenieur (Italien/ESA, Sojus MS-05)

### Ersatzmannschaft
Seit Expedition 20 wird wegen des permanenten Trainings für die Besatzungen keine offizielle Ersatzmannschaft mehr bekanntgegeben. Inoffiziell gelten die Backup-Crews der beiden Sojus-Zubringerraumschiffe MS-04 und MS-05 (siehe dort) als Ersatzmannschaft der Expedition 52. In der Regel kommen diese Crews dann jeweils zwei Missionen später selbst zum Einsatz.

## Missionsbeschreibung

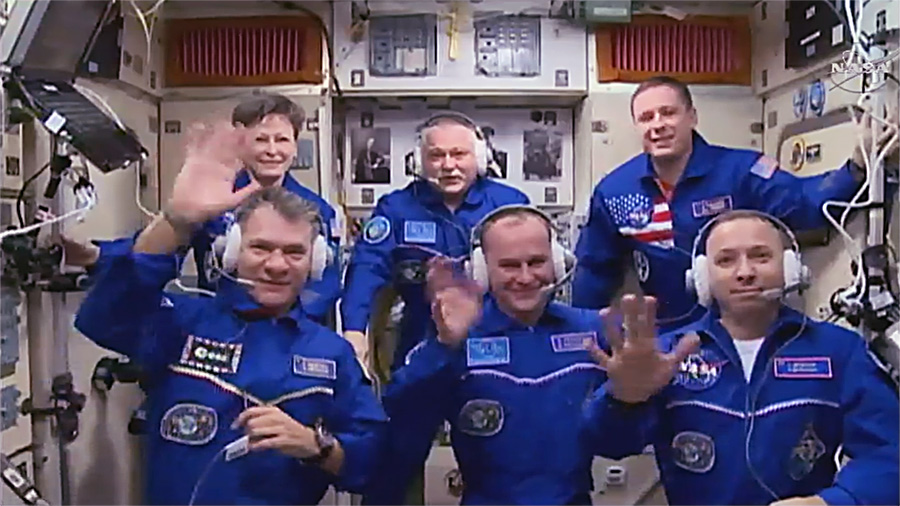
Aufnahme der Besatzung vom 29. Juli 2017

### Crewaustausch
Nach Beginn der Expedition 52 blieb die Station fast zwei Monate lang mit nur drei Raumfahrern besetzt. Erst am 28. Juli koppelte nach etwa sechsstündigem Flug das Zubringerraumschiff Sojus MS-05 an und die Stammbesatzung wurde wieder auf sechs Personen aufgestockt.
Peggy Whitson war bereits seit Expedition 50 an Bord und stellte mit 289 Tagen im All einen neuen Rekord für den längsten Aufenthalt einer Frau im Weltraum auf.
Am Tag vor dem Abdocken von Sojus MS-04 mit Fjodor Jurtschichin, Jack Fischer und Whitson übernahm Randolph Bresnik das ISS-Kommando. Zusammen mit Sergei Rjasanski und Paolo Nespoli bildete er die anfängliche Crew der nachfolgenden ISS-Expedition 53.

### Frachterverkehr
Am 4. Juni wurde Cygnus OA-7 per Canadarm2 vom Unity-Modul abgekoppelt.

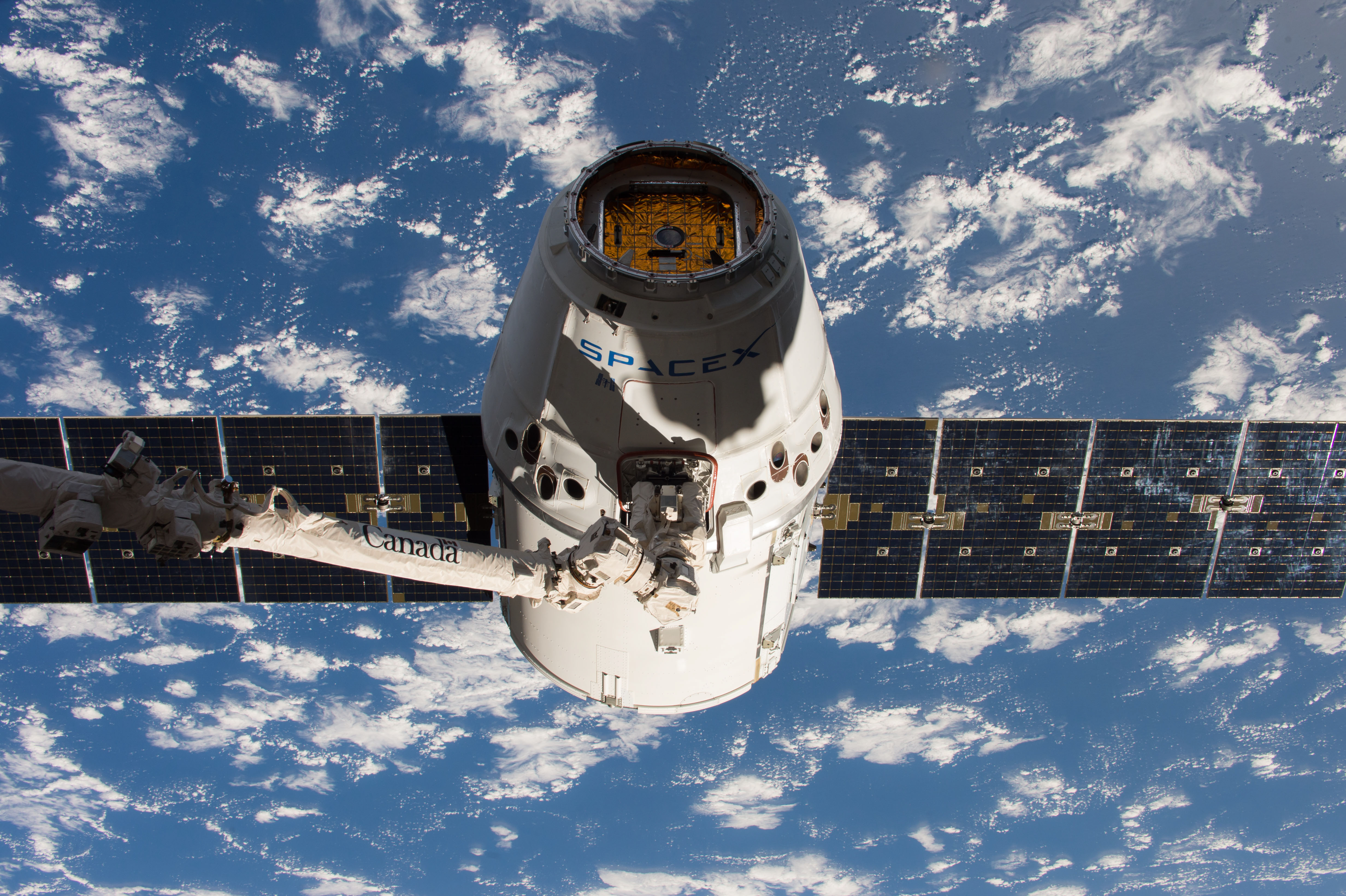
Dragon CRS-11 kurz vor dem Andocken

Das Raumschiff Dragon CRS-11 erreichte die ISS am 5. Juni und wurde von Peggy Whitson und Jack Fischer mithilfe des Canadarm2-Roboterarms eingefangen. Der Transporter wurde um 16:07 UTC auf der erdzugewandten Seite von Harmony angekoppelt.
Am 16. Juni um 11:37 UTC koppelte Progress MS-06 an das Swesda-Modul an. Der Frachter blieb sechs Monate mit der ISS verbunden, bis er, mit Abfall beladen, am 28. Dezember 2017 abgekoppelt und über den Südpazifik zum Verglühen gebracht wurde.
Am 4. Juli um 06:41 UTC wurde Dragon CRS-11 von Jack Fischer und Peggy Whitson mithilfe des Canadarm2-Roboterarms vom Harmony-Modul gelöst und in einer eigenen Umlaufbahn ausgesetzt. Die Wasserung im Pazifik erfolgte noch am selben Tag.
Am 20. Juli wurde Progress MS-05 vom Dockingport des Pirs-Moduls abgekoppelt.
Am 16. August erreichte Dragon CRS-12 die ISS und wurde von Jack Fischer und Paolo Nespoli mithilfe des Canadarm2-Roboterarms eingefangen. Der Transporter wurde um 13:07 UTC auf der erdzugewandten Seite von angekoppelt.

### Außenbordarbeiten
Am 17. August verließen Fjodor Jurtschichin und Sergej Rjasanski die Station durch die Luftschleuse im Modul Pirs. Sie setzten verschiedene Nano-Satelliten aus, sammelten Materialproben und führten Ausstattungsarbeiten durch.
Sergej Rjasanski begann seine Arbeiten im freien Weltraum von einer Leiter außerhalb der Luftschleuse aus mit dem manuellen Freisetzen von fünf Nano-Satelliten. Einer der Satelliten trägt die Grüße von Menschen in elf Sprachen. Die beiden sammelten hinterher Materialproben von verschiedenen Stellen des russischen Segments der ISS ein und montierten Handgriffe und Streben, um künftige EVAs zu erleichtern.